# 유럽 수영 연맹
유럽 수영 연맹(프랑스어: Ligue Européenne de Natation, 영어: European Swimming League, LEN)은 유럽의 수영, 수구, 다이빙, 아티스틱스위밍, 오픈워터스위밍, 하이다이빙 종목을 총괄하는 국제 스포츠 행정 기구이다. 1927년 이탈리아의 볼로냐에서 결성되어 52개국이 가맹하고 있다. 현재 스위스 니옹에 본부를 두고 있다.

## 주최 대회
- 유럽 수영 선수권 대회
- 유럽 수구 선수권 대회
- 유럽 주니어 수영 선수권 대회
- 유럽 마스터스 수영 선수권 대회
- 유럽 오픈 워터 선수권 대회

## 참고 문헌
- “CONTINENTAL ORGANISATIONS” (영어). 세계 수영 연맹.
- “유럽 수영 연맹” (영어). 국제 협회 연합.

## 같이 보기
- 세계 수영 연맹